# 下屋則子
下屋則子（日语：／ Shitaya Noriko，1982年4月22日—），日本女性聲優。隸屬於81 Produce。出生於千葉縣。愛稱為、等。在2015年4月22日當天，她不僅慶祝自己的生日，同時也發表結婚喜訊。男方不是聲優，而是一般的圈外人。

## 主要參與作品

### 電視動畫
2001年
- 哈姆太郎（シェイクちゃん）
- 動感小子

2002年
- 巷說百物語（千代）
- 初音島（繪美）
- （青野香苗）
- 東京地底奇兵（メイ）
- 火影忍者（萌黃）
- 小公主優希（女孩子、學生）
- 炎之蜃氣樓（學生）
- 魔法咪路咪路（漢吉、梅園桃）

2003年
- 真珠美人魚（咪咪）
- 陽光伴我行（まっすぐにいこう。）（早乙女直）
- 愛的魔法（鳴尾來花）
- 洛克人EXE（メイドさん）

2004年
- 變異體少女（孤兒院的少女）
- 神無月的巫女（来栖川姬子）
- 今天是魔王（ベアトリス）
- 老師的時間（女學生A、想像的老師）
- BLEACH（紬屋雨）
- 瑪莉亞的凝望（桂）
- 洛克人EXE AXESS（メイド）
- 真珠美人魚Pure（咪咪）

2005年
- 幸運女神（聖）
- 英國戀物語 艾瑪（柯林·瓊斯）
- 玻璃假面（田中圭子）
- 地獄少女（上川美紀）
- 初音島 第二季（日野圓）
- TSUBASA翼（琴子）
- 洛克人EXE BEAST（トリル）

2006年
- 幸運女神（聖）
- 飛輪少年（富田毬（小迷糊老師））
- 偶像宣言（藤堂吹雪）
- （チェルシィ）
- D.Gray-man（少年グゾル）
- Fate/stay night（間桐櫻）
- 不可思議星球的雙胞胎公主 Gyu!（蘿絲瑪莉）
- 武裝鍊金（河井沙織）
- 洛克人EXE BEAST+（トリル）
- 銀魂（少女）※第21話

2007年
- 京四郎與永遠的天空（日美子）
- 守護甜心（姬川舞香）
- Venus Versus Virus（京子）
- 花鈴的魔法戒（九條姬香）
- 英國戀物語 艾瑪第二幕（柯林·瓊斯、伊爾絲·莫爾德斯）

2008年
- 我的狐仙女友（砂原幾）
- 狂亂家族日記（美露卡哆比）
- 武裝機甲（新山理沙子）
- 魔法學園MA（菲尼亞）
- 楚楚可憐超能少女組（末摘花枝）

2009年
- 黑神（黑）
- 四葉遊戲（月島紅葉）

2011年
- GOSICK（艾薇兒·布萊德利）
- IS〈Infinite Stratos〉（山田 真耶）
- 這樣算是殭屍嗎？（京子）
- Fate/Zero（間桐櫻）
- 魔劍姬！（天谷春戀）
- 花牌情緣（車上小販）

2012年
- 這樣算是殭屍嗎？OF THE DEAD（京子）

2013年
- 名偵探柯南（笹森薫 #689）
- IS〈Infinite Stratos〉2（山田真耶）
- 神奇寶貝XY（小堇）

2014年
- 魔女的使命（乙女橘璃音）
- 魔劍姬！通（天谷春戀）
- Fate/stay night [Unlimited Blade Works[[[Wikipedia:格式手册/链接#章節|錨點失效]]]]（間桐櫻）
- （玉井麗巳）
- 团地友夫（辻野）

2015年
- 夜晚的小雙俠（小雙俠士兵B）

2016年
- 熱情傳奇 The X（萊菈）
- Fate/kaleid liner 魔法少女☆伊莉雅 3rei!!（黑色女子）
- Regalia 三聖星（真矢·埃斯托利亞）
- 魔法少女育成計劃（小雪的母親）
- 見習神仙 秘密的心靈（霍特妮、優香）
- 新哆啦A夢（小孩子）

2017年
- TRICKSTER －來自江戶川亂步「少年偵探團」－（小林七美）
- 黑色推銷員NEW（妻）
- BORUTO-火影新世代-NARUTO NEXT GENERATIONS-（風祭萌黃）

2018年
- Fate/EXTRA Last Encore（間桐櫻）
- 藍海少女！ 第2期（女孩子）

2020年
- 22/7 （麗華的母親）
- 弩級戰隊HXEROS（海參蟲）

2021年
- 瓦尼塔斯的手札（艾蜜莉雅）

2022年
- SLOW LOOP-女孩的釣魚慢活-（海凪裕子）
- 寶可夢 旅途（莎莉娜的頑皮熊貓）
- 新來的女傭有點怪（悠利的母親）
- 給不滅的你 Season2（雅爾梅[2]）

### OVA
- 大魔法峠（国鉄子）
- BALDR FORCE EXE RESOLUTION（水坂憐）
- Carnival Phantasm（間桐櫻、聖杯君）

2014年
- IS〈Infinite Stratos〉世界消除篇（山田真耶）

### 劇場版動畫
2004年
- 犬夜叉劇場版：紅蓮的蓬萊島（螢）

2005年
- 玻璃兔（美代）

2010年
- 劇場版 Fate/stay night UNLIMITED BLADE WORKS（間桐櫻）

2017年
- 劇場版 Fate/kaleid liner 魔法少女☆伊莉雅 雪下的誓言（間桐櫻）
- 劇場版 Fate/stay night Heaven's Feel I.presage flower（間桐櫻）

2019年
- 劇場版 Fate/stay night Heaven's Feel II.lost butterfly（間桐櫻）

2020年
- 劇場版 Fate/stay night Heaven's Feel III.spring song（間桐櫻）

### 网路动画
2018年
- 衛宮家今天的餐桌風景（間桐櫻）

2024年
- Fate/Grand Order 搞不懂的藤丸立香 第2期（帕爾瓦蒂/迦摩）

### 遊戲
- Ever17 —the out of infinity—（田中優）
- Final Fantasy II（PS版）（マリア）
- 魔法咪路咪路 對戰魔法球
- 魔法咪路咪路 心跳回憶大恐慌
- DUEL SAVIOR DESTINY（當真未亞）
- 半熟英雄対3D（カトリ イヌ）
- Fate/tiger colosseum（間桐櫻）
- Fate/EXTRA CCC（間桐櫻、BB）
- Fate/unlimited codes（間桐櫻）
- 最終幻想世界（莉迪亞）
- 碧藍航線（光榮、塔林）

2017年
- Fate/Grand Order（BB、帕爾瓦蒂）

2018年
- Fate/Grand Order（秦良玉）

2019年
- 碧藍幻想（妮婭）
- Fate/Grand Order（伽摩）
- 蒼藍誓約（歐根親王）

2021年
- 戰場的賦格曲（希娜·法兰菲尔）

2023年
- Fate/Grand Order（难近母/时母）

### 電台節目
- ラジオどっとあい 下屋則子のあったかデリバリー（文化放送インターネットラジオ：2002年10月－12月）
- ラジオ神無月（TE-A room：2004年10月－2005年3月）

### CD
- AFC-3012 2004/7/23（真紅杏樹）
- 瑪莉亞的凝望 集英社廣播劇CD SCD905576 2004/01（桂）
- 瑪莉亞的凝望 黄薔薇革命 集英社廣播劇CD SCD905665 2004/07（桂）
- 瑪莉亞的凝望 荊棘之森 集英社廣播劇CD SCD905807 2004/10（桂）
- 嬉皮笑園 嬉皮笑園～愛與青春的演劇祭！～編（ドラマCDセカンドシーズンVol.3）FCCC-0026 2005/02/25（6号）
- 武裝鍊金 集英社廣播劇CD SCD901143 2006/05/26（河合沙織）